# Malao

Noms, rutes i llocs del Periple de la Mar Eritrea

Malao (Μαλάω) fou el nom d'un port de la costa de l'oceà Índic que correspon probablement a la moderna Berbera. Fou centre de comerç de l'encens, goma, mirra, esclaus i vori.
Estava situat prop de l'actual estret de Bab el-Màndeb i fou esmentat en el Periple de la Mar Eritrea.